# Euro Hockey Challenge 2015
Die Euro Hockey Challenge 2015 war die fünfte Austragung des von der Internationalen Eishockey-Föderation IIHF organisierten gleichnamigen Wettbewerbs. Der Wettbewerb begann am 1. April 2015 und endete am 26. April 2015. Die Spiele der Euro Hockey Challenge dienten für die Nationalmannschaften als Vorbereitung auf die Weltmeisterschaft in Tschechien im Jahr 2015.

## Teilnehmer
Teilnahmeberechtigt waren die besten zwölf europäischen Mannschaften der IIHF-Weltrangliste.
Für die Austragung 2015 waren dies:  Schweden,  Finnland,  Russland,  Tschechien,  Schweiz,  Slowakei,  Lettland,  Norwegen,  Belarus,  Frankreich,  Deutschland,  Dänemark

## Modus
Gespielt wurde im Drei-Punkte-System, das heißt für einen Sieg bekam die jeweilige Mannschaft drei Punkte, bei einem Overtime-Sieg zwei Punkte, bei einer Niederlage nach Verlängerung einen Punkt.
Während des Turniers spielte jede Mannschaft acht Spiele. Zwischen zwei Mannschaften wurden in der Regel jeweils zwei Spiele innerhalb von zwei oder drei Tagen in einem Land gespielt. Alle Spiele wurden in eine Tabelle aufgenommen.

## Turnierverlauf

### 1. Spieltag
| 1. April 2015 19:45 Uhr | Schweiz | 4:1 (1:0, 2:0, 1:1) Spielbericht | Finnland | Kolping Arena, Kloten Zuschauer: 2.521 |

| 3. April 2015 15:45 Uhr | Schweiz | 0:2 (0:1, 0:0, 0:1) Spielbericht | Finnland | St. Jakob-Arena, Basel Zuschauer: 4.150 |

| 2. April 2015 16:30 Uhr | Slowakei | 3:4 (2:0, 1:2, 0:2) Spielbericht | Schweden | Zimný Štadión Pavla Demitru, Trenčín Zuschauer: 5.680 |

| 4. April 2015 17:00 Uhr | Slowakei | 3:1 (0:1, 2:0, 1:0) Spielbericht | Schweden | Zimný štadión Ondreja Nepelu, Bratislava Zuschauer: 7.033 |

| 2. April 2015 19:00 Uhr | Belarus | 2:1 (1:0, 0:1, 1:0) Spielbericht | Lettland | Eissportpalast, Maladsetschna Zuschauer: 2.200 |

| 4. April 2015 19:00 Uhr | Belarus | 0:1 (0:1, 0:0, 0:0) Spielbericht | Lettland | Eissportpalast, Lida Zuschauer: 1.031 |

| 3. April 2015 19:00 Uhr | Norwegen | 0:4 (0:1, 0:1, 0:2) Spielbericht | Tschechien | Kristins Hall, Lillehammer Zuschauer: 984 |

| 4. April 2015 17:00 Uhr | Norwegen | 0:1 (0:0, 0:1, 0:0) Spielbericht | Tschechien | Kristins Hall, Lillehammer Zuschauer: 465 |

| 3. April 2015 20:00 Uhr | Frankreich | 4:2 (1:1, 1:0, 2:1) Spielbericht | Dänemark | Patinoire du Forum, Courchevel Zuschauer: 1.200 |

| 4. April 2015 20:00 Uhr | Frankreich | 4:3 (1:2, 3:1, 0:0) Spielbericht | Dänemark | Palais des sports de Megève, Megève Zuschauer: 2.875 |

| 5. April 2015 20:00 Uhr | Deutschland | 0:3 (0:1, 0:1, 0:1) Spielbericht | Russland | König-Pilsener-Arena, Oberhausen Zuschauer: 5.372 |

| 6. April 2015 16:30 Uhr | Deutschland | 2:3 SO (0:1, 0:1, 2:0, 0:0, 0:1) Spielbericht | Russland | König-Pilsener-Arena, Oberhausen Zuschauer: 4.321 |

### 2. Spieltag
| 8. April 2015 19:45 Uhr | Russland | 4:3 n. V. (0:0, 1:1, 2:2, 1:0) Spielbericht | Schweiz | Les Vernets, Genf Zuschauer: 5.457 |

| 10. April 2015 20:00 Uhr | Russland | 2:3 SO (1:1, 0:1, 1:0, 0:0, 0:1) Spielbericht | Schweiz | Patinoire des Mélèzes, La Chaux-de-Fonds Zuschauer: 5.547 |

| 9. April 2015 17:00 Uhr | Tschechien | 3:2 SO (1:1, 1:0, 0:1, 0:0, 1:0) Spielbericht | Slowakei | Horácký zimní stadion, Jihlava Zuschauer: 3.742 |

| 10. April 2015 18:00 Uhr | Tschechien | 3:1 (2:0, 0:0, 1:1) Spielbericht | Slowakei | Horácký zimní stadion, Jihlava Zuschauer: 5.274 |

| 9. April 2015 18:30 Uhr | Finnland | 4:0 (0:0, 2:0, 2:0) Spielbericht | Deutschland | Isku Areena, Lahti Zuschauer: 4.097 |

| 10. April 2015 18:30 Uhr | Finnland | 6:1 (2:1, 2:0, 2:0) Spielbericht | Deutschland | Barona Areena, Espoo Zuschauer: 3.146 |

| 9. April 2015 19:30 Uhr | Lettland | 1:2 (1:2, 0:0, 0:0) Spielbericht | Frankreich | Arena Riga, Riga Zuschauer: 2.451 |

| 10. April 2015 19:30 Uhr | Lettland | 0:1 (0:0, 0:1, 0:0) Spielbericht | Frankreich | Arena Riga, Riga Zuschauer: 3.032 |

| 9. April 2015 19:30 Uhr | Dänemark | 3:1 (2:1, 0:0, 1:0) Spielbericht | Belarus | Gigantium, Aalborg Zuschauer: 1.628 |

| 11. April 2015 18:15 Uhr | Dänemark | 6:1 (2:0, 1:1, 3:0) Spielbericht | Belarus | Vestfyen Arena, Odense Zuschauer: 1.208 |

| 10. April 2015 19:00 Uhr | Schweden | 3:2 (2:0, 0:1, 1:1) Spielbericht | Norwegen | Be-Ge Hockey Center, Oskarshamn Zuschauer: 3.015 |

| 11. April 2015 15:00 Uhr | Schweden | 4:1 (1:0, 1:1, 2:0) Spielbericht | Norwegen | Himmelstalundshallen, Norrköping Zuschauer: 2.851 |

### 3. Spieltag
| 16. April 2015 17:00 Uhr | Slowakei | 4:5 SO (1:2, 2:0, 1:2, 0:0, 0:1) Spielbericht | Belarus | Steel Aréna, Košice Zuschauer: 7.045 |

| 18. April 2015 17:00 Uhr | Slowakei | 5:2 (4:0, 0:2, 1:0) Spielbericht | Belarus | Zimný štadión Poprad, Poprad Zuschauer: 4.172 |

| 16. April 2015 17:30 Uhr | Finnland | 3:0 (0:0, 1:0, 2:0) Spielbericht | Russland | Hakametsä, Tampere Zuschauer: 7.131 |

| 18. April 2015 14:00 Uhr | Finnland | 4:2 (2:1, 2:0, 0:1) Spielbericht | Russland | Hartwall Arena, Helsinki Zuschauer: 7.661 |

| 16. April 2015 19:15 Uhr | Deutschland | 3:0 (1:0, 1:0, 1:0) Spielbericht | Frankreich | Bundesleistungszentrum, Füssen Zuschauer: 1.810 |

| 18. April 2015 20:15 Uhr | Deutschland | 4:3 (3:0, 1:1, 0:2) Spielbericht | Frankreich | Eissporthalle, Ravensburg Zuschauer: 2.780 |

| 16. April 2015 19:30 Uhr | Schweiz | 6:3 (1:1, 2:1, 3:1) Spielbericht | Dänemark | Saxo Bank Arena, Rungsted Zuschauer: 2.015 |

| 18. April 2015 17:00 Uhr | Schweiz | 1:0 n. V. (0:0, 0:0, 0:0, 1:0) Spielbericht | Dänemark | Rødovre Skøjte Arena, Rødovre Kommune Zuschauer: 1.743 |

| 17. April 2015 19:00 Uhr | Schweden | 1:4 (0:1, 0:0, 1:3) Spielbericht | Tschechien | T3 Center, Umeå Zuschauer: 4.520 |

| 19. April 2015 15:00 Uhr | Schweden | 2:1 (1:1, 1:0, 0:0) Spielbericht | Tschechien | E.ON Arena, Timrå Zuschauer: 5.028 |

| 17. April 2015 19:00 Uhr | Norwegen | 2:1 (1:0, 0:1, 1:0) Spielbericht | Lettland | Bergenshallen, Bergen Zuschauer: 1.647 |

| 18. April 2015 16:00 Uhr | Norwegen | 7:3 (3:2, 1:0, 3:1) Spielbericht | Lettland | Bergenshallen, Bergen Zuschauer: 1.598 |

### 4. Spieltag
| 22. April 2015 17:30 Uhr | Tschechien | 4:1 (1:1, 1:0, 2:0) Spielbericht | Finnland | Hostan Arena, Znojmo Zuschauer: 4.800 |

| 24. April 2015 18:00 Uhr | Tschechien | 3:2 SO (0:1, 1:0, 1:1, 0:0, 1:0) Spielbericht | Finnland | DRFG Arena, Brünn Zuschauer: 7.200 |

| 24. April 2015 19:00 Uhr | Belarus | 5:1 (2:0, 1:1, 2:0) Spielbericht | Norwegen | Tschyschouka-Arena, Minsk Zuschauer: 4.850 |

| 25. April 2015 17:00 Uhr | Belarus | 2:3 (0:1, 2:1, 0:1) Spielbericht | Norwegen | Eissportpalast Salihorsk, Salihorsk Zuschauer: 2.000 |

| 24. April 2015 19:30 Uhr | Russland | 4:5 (0:4, 2:1, 2:0) Spielbericht | Schweden | Mytischtschi-Arena, Mytischtschi Zuschauer: 6.747 |

| 25. April 2015 17:30 Uhr | Russland | 2:3 n. V. (0:1, 1:0, 1:1, 0:1) Spielbericht | Schweden | Mytischtschi-Arena, Mytischtschi Zuschauer: 6.782 |

| 24. April 2015 19:30 Uhr | Frankreich | 2:3 (0:0, 1:0, 1:3) Spielbericht | Schweiz | Patinoire Polesud, Grenoble Zuschauer: 3.500 |

| 26. April 2015 17:00 Uhr | Frankreich | 6:5 n. V. (1:1, 4:3, 0:1, 1:0) Spielbericht | Schweiz | Patinoire Charlemagne, Lyon Zuschauer: 3.300 |

| 24. April 2015 19:30 Uhr | Lettland | 5:1 (3:0, 1:0, 1:1) Spielbericht | Slowakei | Arena Riga, Riga Zuschauer: 3.737 |

| 25. April 2015 17:00 Uhr | Lettland | 3:2 SO (0:0, 1:0, 1:2, 0:0, 1:0) Spielbericht | Slowakei | Arena Riga, Riga Zuschauer: 3.308 |

| 24. April 2015 19:30 Uhr | Dänemark | 1:0 (0:0, 1:0, 0:0) Spielbericht | Deutschland | SE Arena, Vojens Zuschauer: 1.232 |

| 25. April 2015 19:30 Uhr | Dänemark | 2:4 (0:0, 2:3, 0:1) Spielbericht | Deutschland | SE Arena, Vojens Zuschauer: 1.512 |

### Tabelle
| Pl. |             | Sp | S | OTS | OTN | N | Tore  | Punkte |
| --- | ----------- | -- | - | --- | --- | - | ----- | ------ |
| 1.  | Tschechien  | 8  | 5 | 2   | 0   | 1 | 23:09 | 19     |
| 2.  | Schweden    | 8  | 5 | 1   | 0   | 2 | 23:20 | 18     |
| 3.  | Finnland    | 8  | 5 | 0   | 1   | 2 | 23:14 | 16     |
| 4.  | Schweiz     | 8  | 3 | 2   | 2   | 1 | 25:20 | 15     |
| 5.  | Frankreich  | 8  | 4 | 1   | 0   | 3 | 22:21 | 14     |
| 6.  | Dänemark    | 8  | 3 | 0   | 1   | 4 | 20:21 | 10     |
| 7.  | Deutschland | 8  | 3 | 0   | 1   | 4 | 14:22 | 10     |
| 8.  | Russland    | 8  | 1 | 2   | 2   | 3 | 20:23 | 9      |
| 9.  | Slowakei    | 8  | 2 | 0   | 3   | 3 | 21:26 | 9      |
| 10. | Norwegen    | 8  | 3 | 0   | 0   | 5 | 16:23 | 9      |
| 11. | Lettland    | 8  | 2 | 1   | 0   | 5 | 15:17 | 8      |
| 12. | Belarus     | 8  | 2 | 1   | 0   | 5 | 18:24 | 8      |

Abkürzungen: Pl. = Platz, Sp = Spiele, S = Siege, OTS = Siege nach Verlängerung (Overtime) oder Penaltyschießen, OTN = Niederlagen nach Verlängerung oder Penaltyschießen, N = Niederlagen